# Frants Iver Gundelach
Frants Iver Gundelach (født 1958 i Schweiz) er en oversætter, der har boet i Schweiz, Belgien og Frankrig. Han har oversat en lang række franske bøger af bl.a. Georges Perec, François Bon, Patrick Chamoiseau og Patrick Modiano. Ud over at være formand for Dansk Forfatterforening har han været formand for Dansk Oversætterforbund og næstformand i Dansk Forfatterforening (1996-2005). Siden 1997 har han været formand for Copydan Tekst & Node.